# Turism i Bulgarien

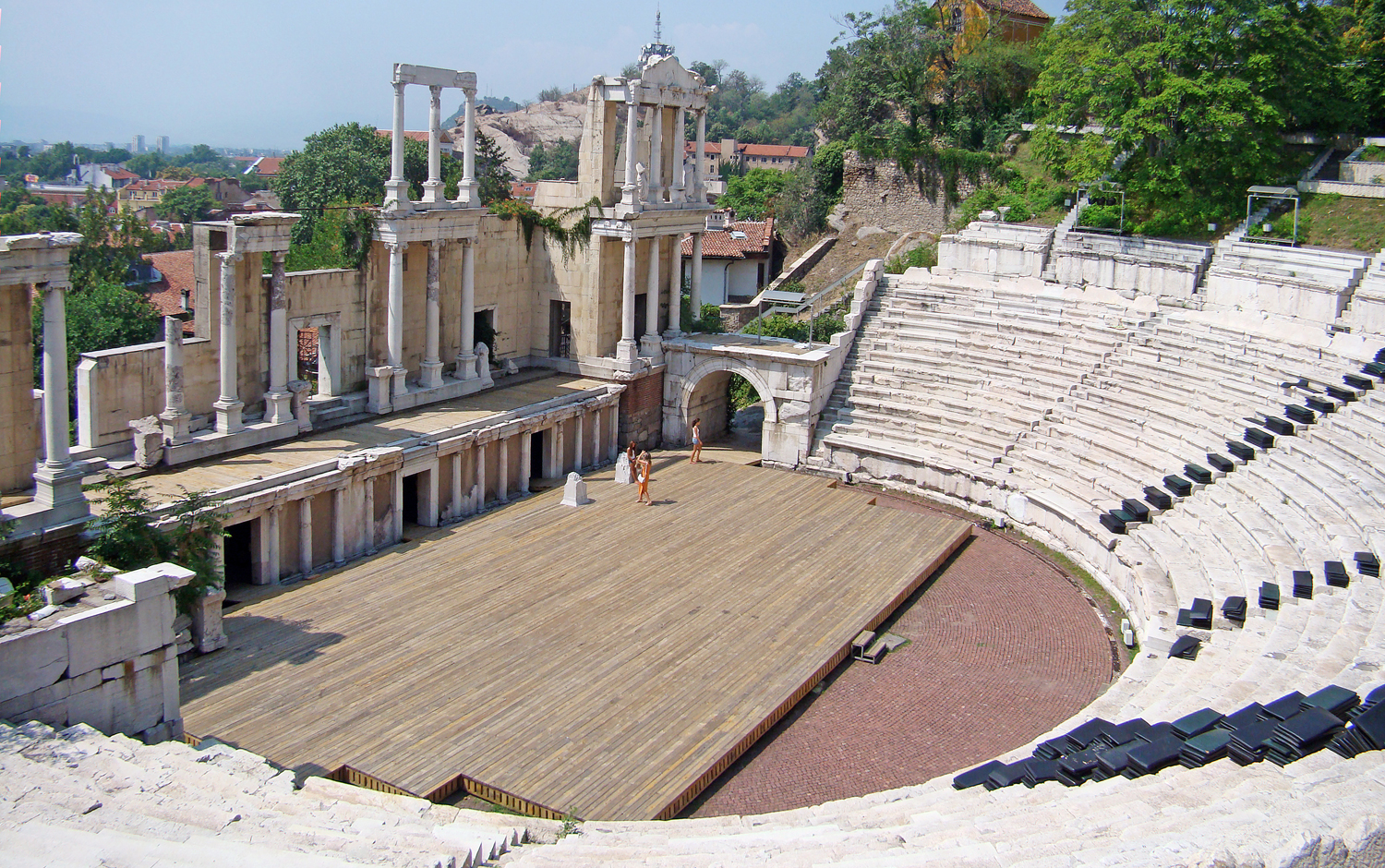
Plovdiv.

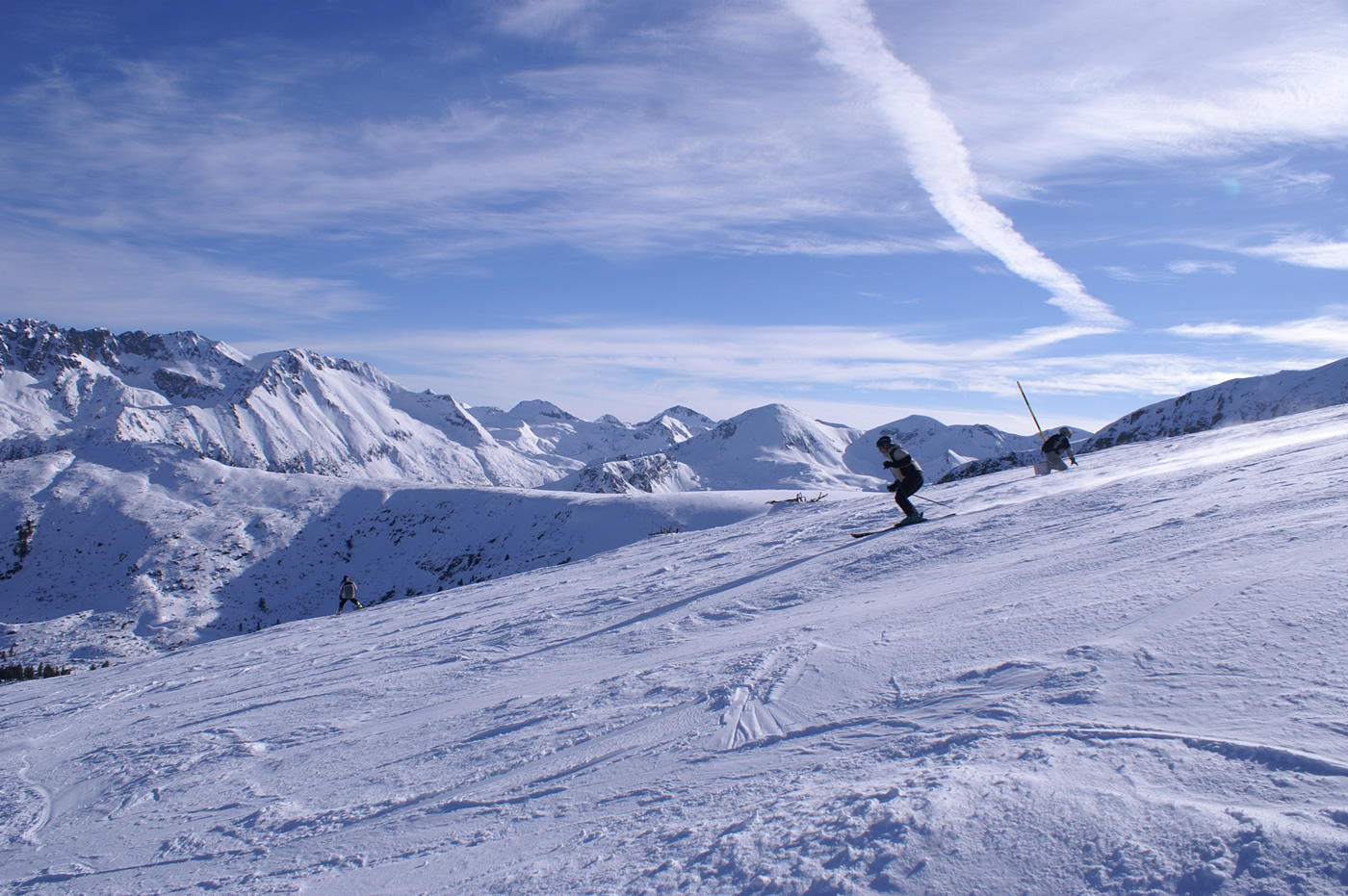
Bansko.

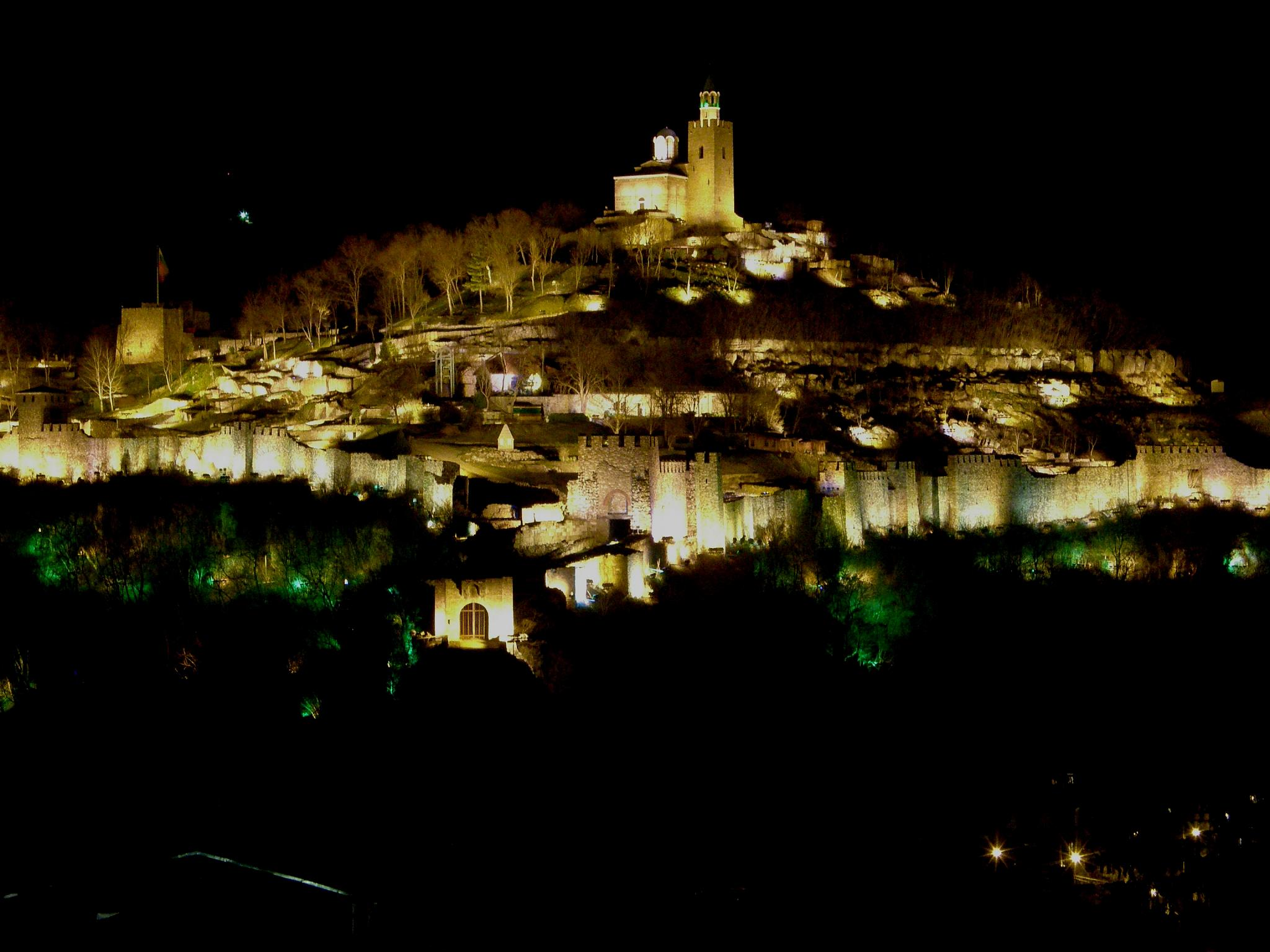
Tsarevets i Veliko Tărnovo.

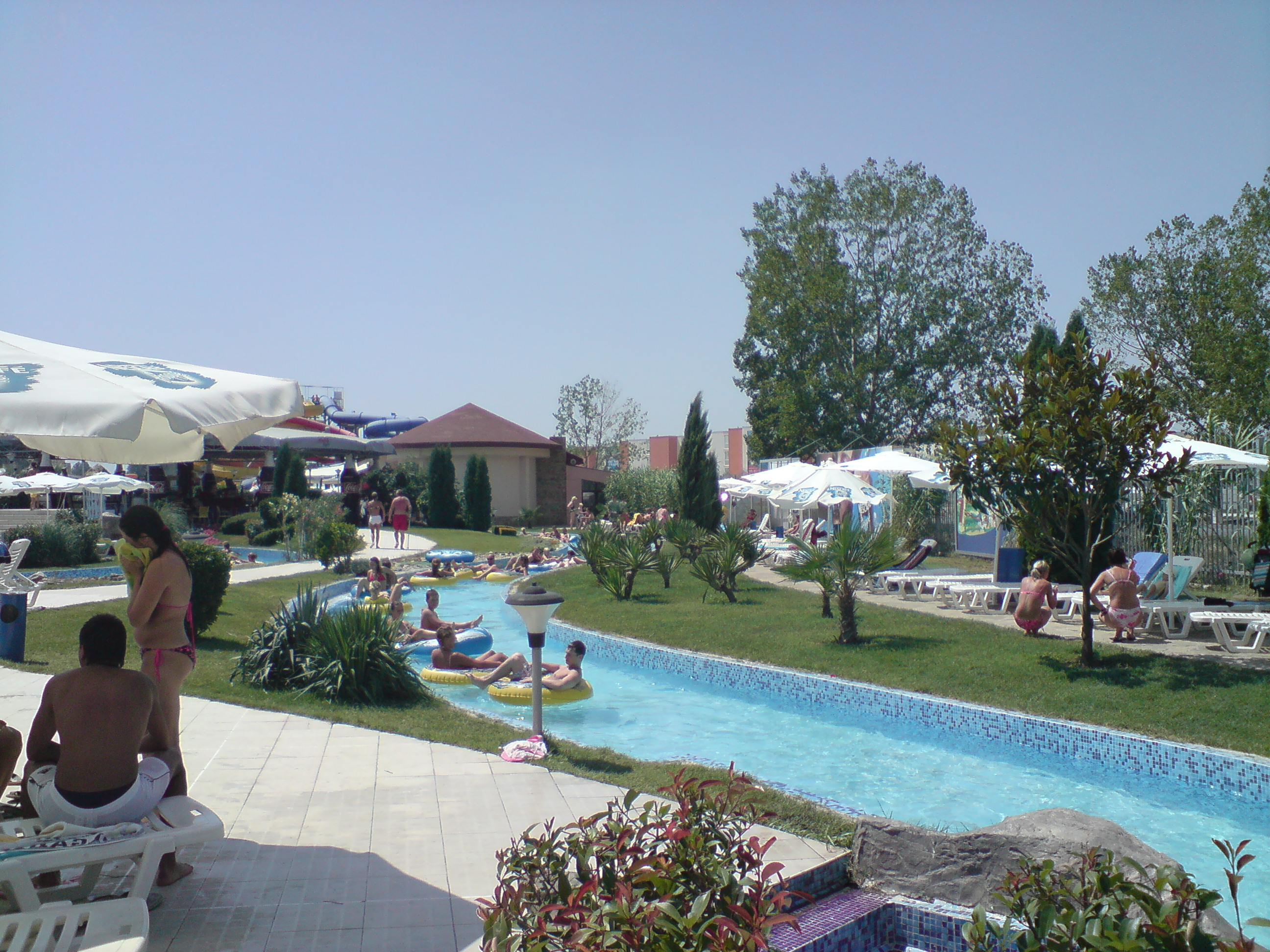
Sunny Beach (Slăntjev Brjag).

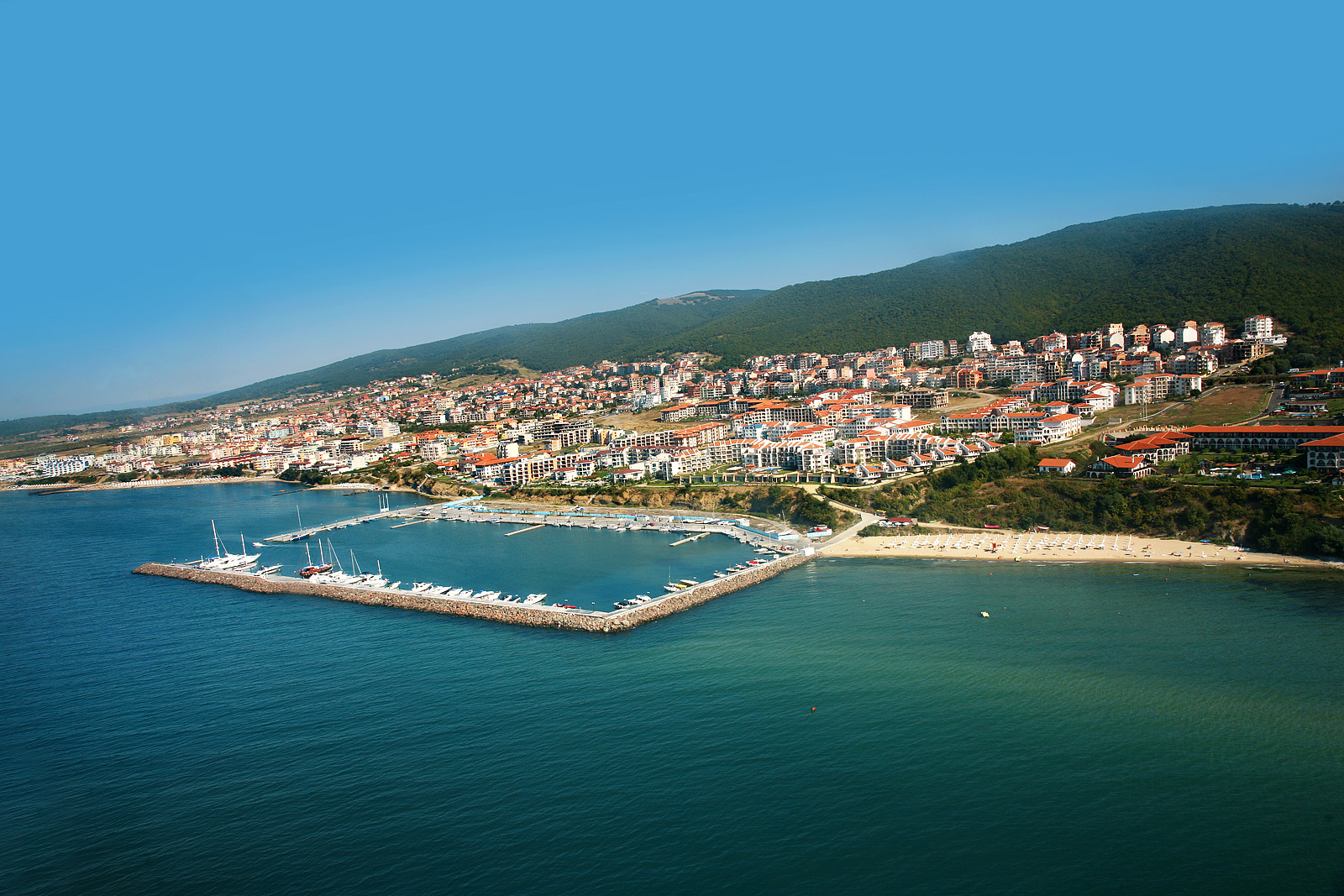
Sveti Vlas.

Turism i Bulgarien präglas mest av turism vid Bulgariens kust längs Svarta havet med resmål som Sunny Beach och Golden Sands. Drygt 12 miljoner människor besöker årligen Bulgarien.

## Aktiviteter
Populära aktiviteter i Bulgarien förutom bad är skidor och golf. Runt Burgas och Sunny Beach finns de flesta golfbanorna. Skidor är också populärt och detta gör man i norra Bulgarien under vinterhalvåret. 

## Traditionell turism
Badorterna besöks mestadels av folk från Tyskland, Ryssland och Skandinavien. Skidorterna besöks huvudsakligen av engelsmän.

## Populära resmål
- Badorter
  - Albena, Achtopol, Baltjik, Djuni, Elenite, Golden Sands, Kiten, Lozenets, Nesebăr, Obzor, Pomorie, Primorsko, Riviera, Rusalka, Sinemorets, Sozopol, S:t Konstantin och Helena, Sveti Vlas, Sunny Beach, Tsarevo
- Skidorter
  - Bansko, Chepelare, Borovets, Pamporovo, Uzana, Vitosja
- Landsbygdsturism
  - Arbanasi, Bozjentsi, Etnografiska museet i Etara, Kumani, Madzjarovo, Orjachovo, Sjiroka lăka, Trjavna, Zjeravna
- Stadsturism
  - Sofia, Riltsi, Varna, Burgas, Plovdiv, Ruse, Veliko Tărnovo
- Bergsklätting
  - Balkanbergen, Pirinbergen, Rilabergen, Rodopibergen, Strandzjabergen, Sakarbergen, Vitosjabergen
- Fallskärmsutflykt
  - Centrala Balkans nationalpark
- Kloster
  - Rilaklostret, Rozjenklostret, Bachkovoklostret, Drianovoklostret, Pomorieklostret, Sokolskyklostret, Trojanklostret